# Remi Drieux
Remi Drieux, connu également sous son nom latinisé de Remigius Driutius, (Volckerinckhove (Comté de Flandre, auj. Nord), vers 1518 - Bruges, 12 mai 1594) est un homme d'église flamand, évêque de Léwaerde puis évêque de Bruges.

## Famille
Remi Drieux est l'aîné d'une famille de neuf enfants ; c'est le fils de Remi Drieux père et de Catherine Fenaerts. La famille Drieux est une famille aisée de la châtellenie de Cassel. Son oncle est le jésuite Michel Drieux, docteur en droits, doyen de l'église collégiale Saint-Pierre et fondateur du collège Driutius à Louvain. Son trisaïeul est Jacques Drieux, « chevalier de Jérusalem », qui gît avec son épouse au chœur de l'église de Renescure.

## Jeunesse et débuts en religion
Il reçoit la tonsure ecclésiastique à l'âge de onze ans. En octobre 1535, son oncle Michel Drieux l'appelle à l'université de Louvain. Il suit également des cours au Collegium Trilingue. En 1538, il reçoit le titre de maître et est diplômé. En 1543, il est ordonné prêtre.
De 1538 à 1544 il enseigne la philosophie au Leliecollege et en 1544, il devient professeur de droit civil et canon de l'église Saint-Pierre.
Vers 1555, il devient chanoine de la cathédrale de Cambrai et l'évêque de Cambrai Robert de Croÿ fait de lui son principal mandataire, avec résidence à Bruxelles. En 1556, il devient doyen du chapitre Saint-Jacques à Louvain. En 1557, il est nommé par Philippe II d'Espagne conseiller ecclésiastique au Grand conseil des Pays-Bas à Malines : il y restera 12 ans. En 1558, il est nommé à la prévôté du chapitre de Notre-Dame de Bruges.

## Évêque de Léwaerde
Le 15 mars 1560, Remi Drieux est nommé par Philippe II d'Espagne, sur recommandation d'Antoine Perrenot de Granvelle, à l'évêché de Léwaerde (Frise), sans pour autant être consacré évêque. Le diocèse de Léwaerde avait été créé par le roi dans le but de tenir tête à l'hérésie. Confirmé par le pape le 8 août 1561, Drieux accepte sa nomination à contre-cœur, sous la pression du cardinal Granvelle.
Cependant Drieux est habitué à sa vie à Louvain, Malines et Bruxelles. D'autre part, il doit faire face à une solide opposition de la part des États de la Frise et du clergé frison qui empêchent son installation. Le diocèse de Malines ne sera finalement jamais capable d'en prendre possession. Remi Drieux intervient cependant au Concile Provincial d'Utrecht en 1565.
Pendant ce temps, la Réforme pénètre progressivement en Frise. L'église Saint-Guy d'Oldehove est même victime de l'iconoclasme calviniste en 1566. A Léwaerde, Cuneris Petri tente une forme de « coup d'état » et réussit à s'emparer de l'évêché ; il devra cependant également rapidement fuir la Réforme.

## Évêque de Bruges
Remi Drieux est transféré à l'évêché de Bruges. Se présente alors pour lui une opportunité : Pierre de Corte, premier évêque de Bruges, vient de décéder. En novembre 1568, il est désigné par Philippe II d'Espagne comme successeur de Pierre de Corte. Le 16 septembre 1569, il est confirmé par le pape Pie V. En novembre, il est consacré évêque à Malines - les révoltes et les hérésies qui troublèrent la Frise l'avaient empêché de l'être plus tôt - et en décembre il est intronisé à Bruges.
Remi Drieux commence à jouer un rôle dans la politique des Pays-Bas espagnols. En 1574, sous le règne du gouverneur Luis de Zúñiga y Requesens, il est l'un des avocats de consultation avec le nord rebelle, ce qui conduira à des négociations à Brède. Mais en 1575, il est en désaccord avec Guillaume Ier d'Orange-Nassau et n'était probablement pas en faveur de la pacification de Gand. En 1577, il signe l'Union de Bruxelles et devient l'ambassadeur que les États généraux envoient au gouverneur Juan d'Autriche.
Le 24 octobre 1577, bien que malade, Remi Drieux se rend à Gand dans les États des Flandres pour appeler à la fidélité envers la foi catholique et à l'autorité de Philippe II d'Espagne. Il est capturé quelques jours plus tard pendant l'insurrection gantoise calviniste avec d'autres personnalités. Il reste prisonnier pendant quatre ans dans de mauvaises conditions. Après l'intervention personnelle de Guillaume Ier d'Orange-Nassau, il est transféré à Termonde. Il est finalement libéré le 15 août 1581. Il ne peut cependant pas reprendre son diocèse immédiatement, car la municipalité de Bruges est calviniste. Il finit par reprendre le contrôle de son diocèse en 1584 sous la garde du gouverneur Alexandre Farnèse.
De retour dans sa cathédrale, Remi Drieux reprend l'organisation de son chapitre et consacre une dizaine de prêtres.

## Divers
Il a été le coconsécrateur de Maximilien Morillon, évêque de Tournai et de Jean Hauchin, archevêque de Malines.
Son testament, rédigé en 1576, fait un don conséquent à la fondation du collège Driutius de Louvain, créée par son oncle.
Sa devise : « Spes mea Christ » (« Christ est mon espoir »).